# Erigonella

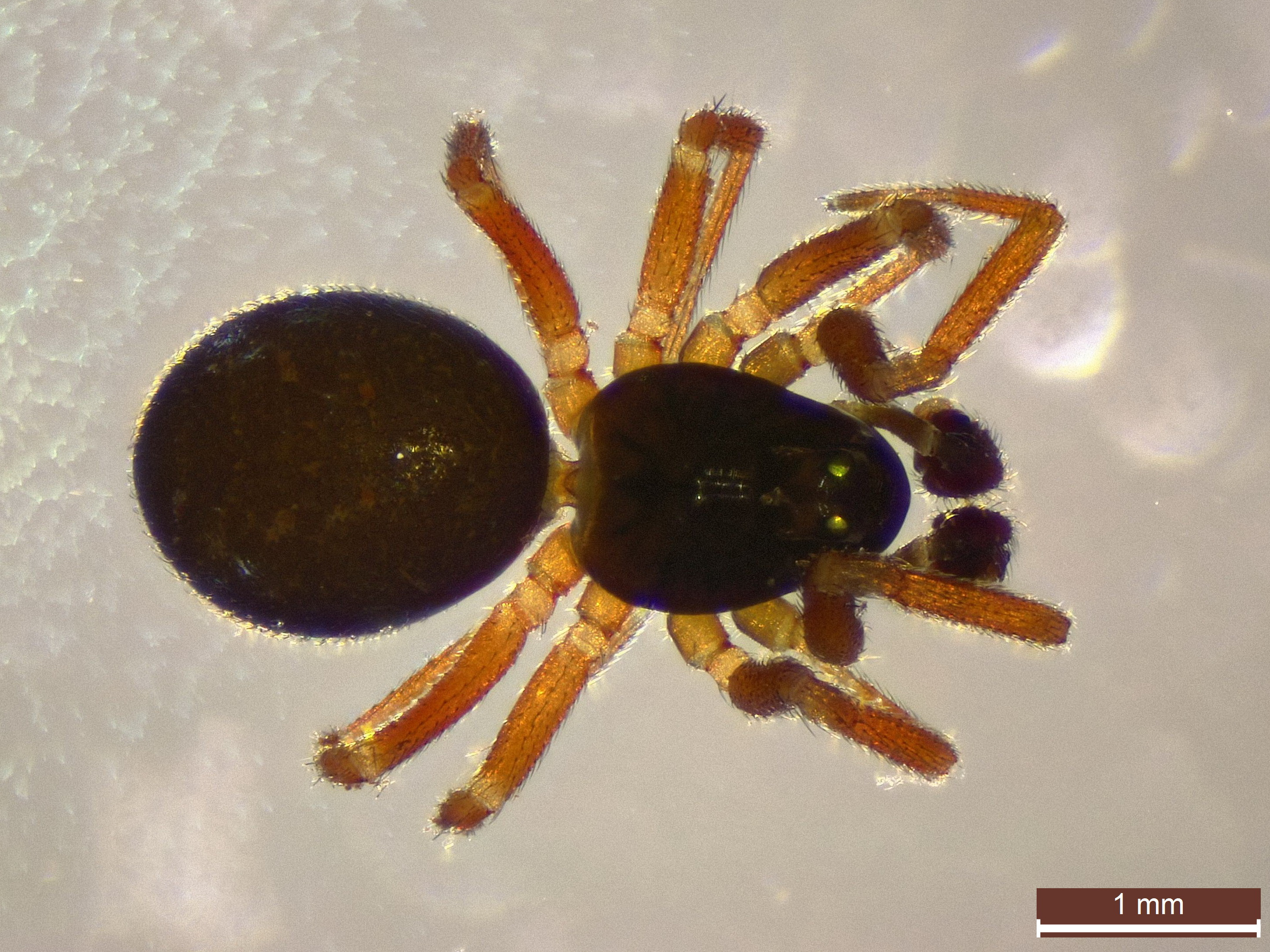
Erigonella hiemalis

Erigonella é um gênero de aranhas da família Linyphiidae descrito em 1901.